# Tricholita semiaperta
Tricholita semiaperta är en fjärilsart som beskrevs av Morrison 1874. Tricholita semiaperta ingår i släktet Tricholita och familjen nattflyn. Inga underarter finns listade i Catalogue of Life.